# Vavel
VAVEL es un sitio web sobre noticias deportivas formado por 8 ediciones en España, Estados Unidos, Reino Unido, Francia, Argentina, Brasil, Portugal, Colombia y México, estando disponible en 4 idiomas. 

## Historia

### Fundación
VAVEL es una plataforma de contenidos con sede en España. Fue inaugurada durante el mes de abril del año 2009 como una red social deportiva. en la que los miembros podían configurar su perfil de usuario con los colores y el escudo de su equipo preferido, y tenían herramientas de personalización multimedia como su propio blog dentro de su perfil, la posibilidad de subir imágenes y vídeos propios, y un muro y servicio de mensajería para comunicar con otros usuarios.
A la par de la apertura de la red social en vavel.com, en el dominio vavel.es, se estrenó un periódico deportivo, cuyo primer artículo vio la luz el 28 de junio de 2009,. Más tarde ambas webs se fusionaron en el dominio vavel.com. 
VAVEL fue seleccionada por el Instituto Español de Comercio Exterior del Gobierno Español en su programa de inmersión Spain Tech Center en Silicon Valley en el final del año 2017.
VAVEL es un medio de comunicación acreditado por la mayoría de organizaciones deportivas como NFL, NBA, NASCAR, UEFA, FIFA, Juegos Olímpicos, Premier League, UFC... entre otras competiciones.

## Posicionamiento
VAVEL.com es actualmente una de las 2.000 páginas más visitadas de España y entre los 10 periódicos deportivos digitales con más lectores del país, según el ranking estadístico Alexa.
En agosto de 2016, VAVEL expandió su alcance al ofrecer una completa experiencia multimedia al lanzar un programa televisivo digital en México a través de las plataformas Facebook y Youtube live. 

## ¿Qué puedo encontrar en Vavel?
En Vavel, los usuarios pueden encontrar un entorno de aprendizaje y desarrollo profesional para periodistas y escritores. La plataforma proporciona formación y mentoría en diversos géneros periodísticos. Reconocido como un medio independiente destacado en Europa y América, Vavel es un espacio donde periodistas y escritores de variadas temáticas pueden desarrollar y mostrar sus habilidades. Todo el contenido en Vavel es revisado por un equipo de editores profesionales antes de su publicación. Esto asegura altos estándares de calidad y precisión en la información presentada, mejorando aún más la reputación de la plataforma como una fuente confiable para que periodistas y escritores.

## Estrategias de Monetización en Vavel
Desde 2018, Vavel ha optado por no incluir publicidad en sus artículos, páginas de portada, de búsqueda, perfiles de autor, etiquetas o categorías, para mejorar la legibilidad y evitar confusiones. La publicidad se mantiene solo en un género específico, con colaboradores en Estados Unidos, México, Brasil y Colombia recibiendo compensación mensual.
En 2023, Vavel lanzó una plataforma de suscripción y pago por contenido para periodistas. Esta tecnología permite a creadores y empresas gestionar y monetizar su contenido en videos, podcasts y artículos. Funciona bajo un modelo de suscripción o pago por visualización, fomentando la creación de contenido de calidad. La plataforma ofrece un programa de referidos y un modelo de reparto de ingresos 75/25 entre el colaborador y la plataforma, más un 5% adicional para cuentas referidas. Disponible en versión web y en aplicaciones móviles para Android y iOS, está diseñada para apoyar el desarrollo de negocios sostenibles para los creadores, promoviendo una comunidad de 'seguidores' y brindando características como listas de suscriptores y boletines informativos.